# 铁西街道 (辽阳市)
铁西街道，是中华人民共和国辽宁省辽阳市太子河区下辖的一个乡镇级行政单位。2020年4月，将铁西街道、望水台街道合并，命名为铁西街道。东临长大铁路，南临祁家镇，西至沈大高速公路，北靠太子河。
　　

## 行政区划
铁西街道下辖以下地区：
铁合社区、大林子社区、北园社区、徐往子社区、徐往子村、光辉村、北园村和韩夹河村。
2020年4月调整后的铁西街道下辖：徐往子、和谐家园、繁荣家园、大林子、光辉、北园、铁合、韩夹河、冶建、振兴、望水11个社区;北园、徐往子、韩夹河、光辉、瓦窑子、望水台、上王家、肖夹河、段夹河、景尔屯、下王家、道西庄12个村。